# Trillium reliquum
Trillium reliquum là một loài thực vật có hoa trong họ Melanthiaceae. Loài này được J.D.Freeman miêu tả khoa học đầu tiên năm 1975.